# Zrzeszenie Kociewskie
Zrzeszenie Kociewskie to kociewska organizacja regionalna założona w czasie odwilży październikowej. Wzorując się na działaniach w sąsiedztwie, gdzie  2 grudnia 1956 roku założono Zrzeszenie Kaszubskie, 13 stycznia 1957 roku zwołano w Starogardzie Gdańskim Zjazd Kociewiaków. Zjazd ten przekształcił się Walne Zebranie Założycielskie kociewskiej organizacji. Prezesem został Czesław Dawicki, a sekretarzem generalnym Antoni Gergik. Przy Zarządzie Głównym powołano Studenckie Koło Kociewiaków pod kierunkiem Bogdana Łuczkowskiego. Koła ZK powstały w Tczewie, Pelplinie, Pinczynie, Krągu, Lubichowie, Gniewie i Skórczu. Organizowano wystawy, popularyzowano nazwę Kociewie, rozpoczęto wydawanie periodyku "Zapiski Kociewskie" (wyszedł tylko jeden numer). Planowano wydawanie miesięcznika "Głos Starogardu" oraz powołanie muzeum regionalnego.
Jednak wraz z odpływem odwilży skończył się przychylny klimat dla organizacji i po kilku latach jej działalność zamarła. Niepokój czynników partyjnych budziły "niepokorne" życiorysy przywódców (Czesław Dawicki był m.in. weteranem AK) oraz przede wszystkim samorządność i niezależność od władz. Wobec braku sił w roku 1964 postanowiono połączyć Zrzeszenie Kociewskie ze Zrzeszeniem Kaszubskim, z którym przez cały ten okres blisko współpracowano.

## Zjazd Zjednoczeniowy
Propozycja kociewska wpisywała się w plany głównych działaczy Zrzeszenia Kaszubskiego, na czele z Lechem Bądkowskim, gdyż wpisywała się w ich projekt regionalizmu pomorskiego. Na III Walnym Zjeździe Delegatów Zrzeszenia Kaszubskiego, który odbył się 18 października 1964 roku w Gdańsku, prezes Zrzeszenia Kociewskiego, Czesław Dawicki, zgłosił w imieniu tej organizacji wniosek o połączenie obu Zrzeszeń. Wraz z drugim przedstawicielem kociewskiej organizacji, Józefem Milewskim argumentowali to własną słabością oraz wspólnotą celów i działań z Kaszubami. 
Wniosek ten został przyjęty, postanowiono przyjąć nową nazwę Zrzeszenie Kaszubsko-Pomorskie, a Czesław Dawicki został wybrany do jego Zarządu Głównego.

## Oddział Starogardzki ZKP
Szybko okazało się, że na Kociewiu aktywnych jest tylko kilkunastu członków Zrzeszenia Kociewskiego (wobec ponad trzystu Zrzeszenia Kaszubskiego), zaś sama organizacja pozostawała w takim marazmie, że wystąpiły nawet problemy z formalną rejestracją zmian, jakie nastąpiły w wyniku zjednoczenia w 1964 roku. Ostatecznie zasobów kociewskich wystarczyło na powołanie jednego oddziału ZKP w Starogardzie Gdańskim. Mimo tego aktywnie dział on jeszcze przez kilka lat. Najpierw jego prezesem był Czesław Dawicki, zaś od  stycznia 1968 roku Henryk Rosa. Delegatem na Zjazd Walny ZKP pozostawał Józef Milewski. Jeszcze w tymże roku 1968 zorganizowano kilkanaście prelekcji, wycieczkę do Będomina, wystawę kaszubskiej sztuki ludowej w Skórczu oraz zbierano materiały do wydania monografii wsi starogardzkich. Jednak oddział liczył tylko 10 członków. Wkrótce jego działalność zamarła i już w roku 1970 Zarząd Główny ZKP uznał, że oddział istnieje tylko na papierze i zawiesił jego działalność.
Zrzeszenie Kaszubsko-Pomorskie powróciło na Kociewie dopiero po dekadzie, gdy w 1981 roku zainaugurował swoją działalność oddział w Tczewie. Dziś tradycje Zrzeszenia Kociewskiego kontynuują trzy działające na Kociewiu oddziały Zrzeszenia: Oddział Kociewski Zrzeszenia Kaszubsko-Pomorskiego w Tczewie, Oddział Kociewski Zrzeszenia Kaszubsko-Pomorskiego w Pelplinie oraz Oddział Kociewski Zrzeszenia Kaszubsko-Pomorskiego w Zblewie.